# اسطلو
اسطلو (اسطلو لجبین)، روستایی از توابع بخش مرکزی شهرستان سرآب در استان آذربایجان شرقی ایران است.
این روستا زادگاه پدری حمید استیلی بازیکن سابق تیم ملی فوتبال ایران است.
این روستا به روستای استیلی مشهور است. 
اسطلو یکی از روستاهای شهرستان سرآب که در ۱۷ کیلومتری مرکز شهرستان سرآب قرار دارد  که از ادغام ۲ روستای اسطلو و لجبین تشکیل شده است که در زمان های نه چندان دور این دو روستا در کنار رودخانه ای که اکنون از وسط روستا عبور می کند قرار داشته که به مرور زمان و با پیشرفت هر دو روستا این دو روستا به یکدیگر پیوستند و در حال حاضر با نام اسطلو و در زبان عامیانه استیلی نامیده می شود. 
روستای اسطلو در دامنه کوه سبلان قرار گرفته که به دلیل موقعیت جغرافیای در فصول سرد سال از آب و هوای سرد و خشک و در فصول گرم سال از هوای معتدل برخوردار است، رودخانه ای از مرکز روستای اسطلو می گذرد پس از عبور از روستای اسطلو و گواشین به رودخانه پُسلَر چایی(رودخانه پُسلَر) سرازیر می شود و منشا این رودخانه چشمه ها و آب های حاصل از ذوب برف کوه های همجوار روستا است.
در اطراف روستای اسطلو چشمه های طبیعی فراوان وجود دارد که باتوجه به این نعمت خدادادی تامین آب شرب و کشاورزی در این روستا از طریق چشمه های آب صورت می‌گیرد و با توجه به اینکه در این روستا چاه های عمیق برای کشاورزی وجود ندارد، بیشتر اهالی استیلی به کار دامپروری مشغول هستند و کشاورزان صرفا محصولاتی همچون یونجه و گندم که نیاز کمتر به آب دارند کاشت می کنند.
جوانان روستای اسطلو در زمان هشت سال جنگ تحمیلی هم پای سایر رزمندگان اسلام به جنگ علیه باطل شتافته و در راه دفاع از آرمان های انقلاب اسلامی تعداد ۱۰ شهید والا مقام تقدیم آرمان های انقلاب کردند که اسامی این شهدا عبارت است از شهید محرم اخلاقی، شهید حیدر حشمتی، شهید فرض اله صمد زاده، شهید محبوب شهبندی، شهید خداوردی اصل محرمی، شهید برجعلی فتحی، شهید حسین علی قلی نژاد، شهید حیدر عبادی، شهید جواد کیوانی، شهید قدرت محبوب که در تیر ماه ۹۷ طی یادواره ای با نام شهدای روستای اسطلو این شهدا معرفی شدند، گفتنی است قبل از این تاریخ از وجود این شهیدان بزرگوار اطلاع کاملی در دست نبود.
روستای اسطلو با تمام این تعارف اما یک وزنه پر آوازه دارد که اسم ایران و روستا استیلی را جهانی کرده است و آن کسی نیست جز گلزن تیم ملی ایران به آمریکا و پایه گذار حضور تیم ملی در جام جهانی، حمید استیلی بازیکن و مربی فوتبال که آوازه جهانی دارد اصالتا از روستای اسطلو است، حمید استیلی در تیر ماه ۹۷ با حضور در روستای پدری خود به کمک مصطفی قهرمانی خبرنگار اهل استیلی مشغول در رسانه های کشور و خیرین روستا و همچنین ولی حمشتی برادر شهید حشمتی از خیرین این روستا، پایه گذار تحولات چشم گیر در این روستا شدند که از آن جمله می توان ساخت و تکمیل پل رودخانه روستا، ترمیم و بازسازی مدرسه و همچنین مهمترین مورد احداث دکل مخابراتی در روستا بود که مشکل چندین ساله اهالی روستا در عدم دسترسی به شبکه موبایل را برطرف کردند.
علی اکبرمحمدزاده رییس سابق کمیته جوانان و اخلاق فدراسیون فوتبال نیز از چهره‌های رسانه‌ای این روستا است که در حال حاضر مبلغ اسلامی در شهر آخن آلمان است، همچنین حجت الاسلام احمد فتحی و حجت الاسلام محسن زاده به ترتیب در کشورهای مالی و اتریش به عنوان مبلغ اسلامی ایفای نقش نموده اند که اصالتا اهل روستای استیلی شهرستان سرآب هستند.
احداث زمین فوتبال و والیبال روستای استیلی
در تاریخ 25 خردادماه 1403 زمین فوتبال و والیبال روستای استیلی شهرستان سرآب ویژه دانش آموزان این روستا، با اعتبار یک میلیارد و 200 میلیون تومان به بهره برداری رسید؛ این زمین در ابعاد ۵۵۰ متر که خط‌کشی شده و دارای تیرک دروازه و تیر ورزش والیبال است.  
احداث فاز نهایی دیوار ساحلی روستای استیلی
همچنین به گفته رئیس بنیاد مسکن انقلاب اسلامی شهرستان سرآب، فاز نهایی احداث دیوار ساحلی روستای استیلی شهرستان سرآب در خرداد ۱۴۰۳ آغاز شده و طی هفته های آینده به پایان خواهد رسید. 
پویش مردمی آبادانی و عزت روستای استیلی، پویشی هفت ساله است که بعد از تشکیل کانال تلگرامی و مردمی به نام خاطره ها در میان همشهریان استیلی ایجاد شد و بعد از آن شاهد حرکت های مردمی با مدیریت مصطفی قهرمانی خبرنگار در این روستا بودیم که همه این تغییر و تحولات چشمگیر این روستا با عنوان پویش آبادانی و عزت روستای استیلی شکل گرفته و همچنان مسیر خود را ادامه می دهد. 

## جمعیت
این روستا در دهستان رازلیق قرار دارد و براساس سرشماری مرکز آمار ایران در سال ۱۳۸۵، جمعیت آن ۳۰۴ نفر (۶۲خانوار) بوده‌است.